# Port Glaud

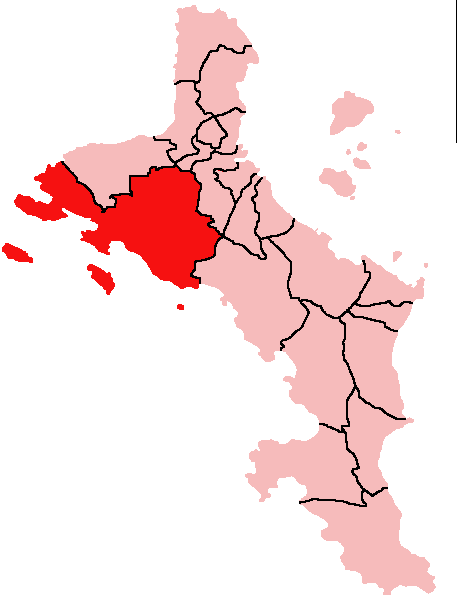
Położenie dystryktu Port Glaud na wyspie Mahé na Seszelach

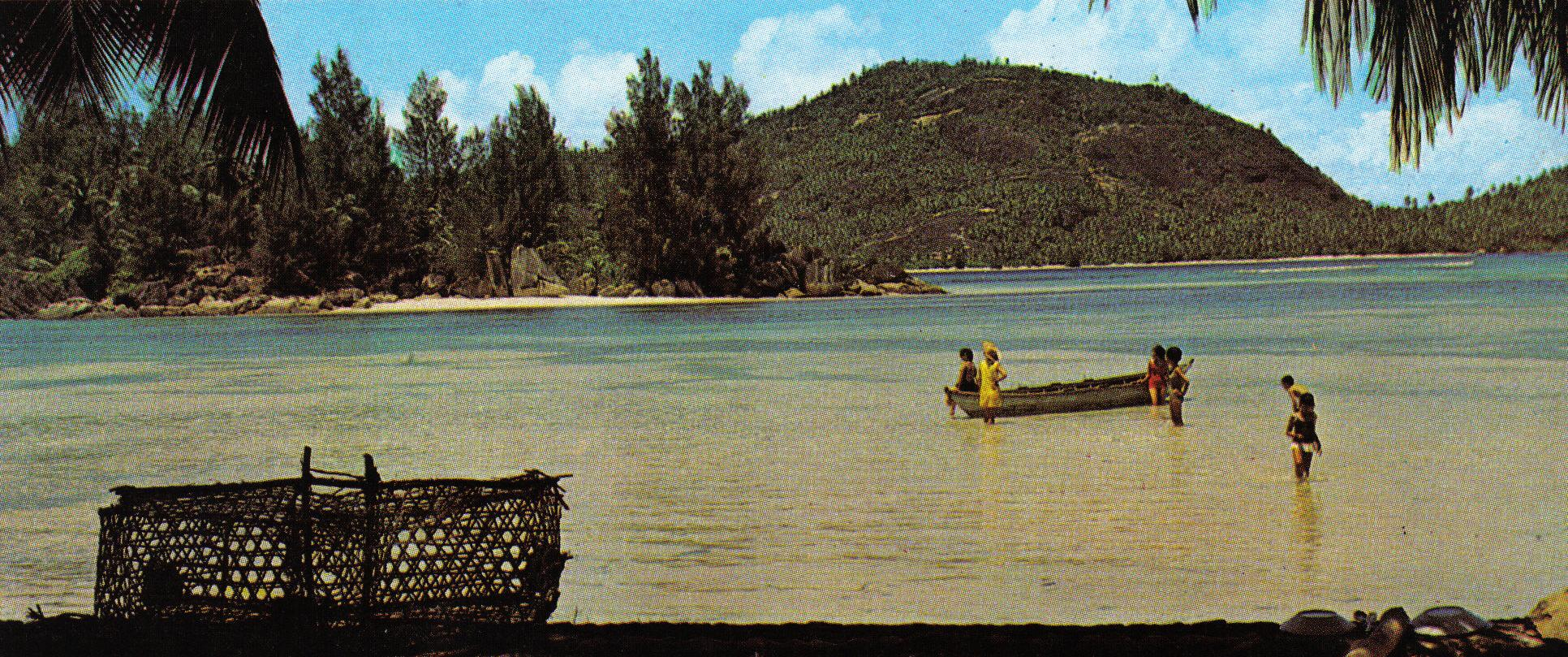
Dystrykt Port Glaud - lata 70. XX wieku

Port Glaud – dystrykt na Seszelach położony w zachodniej części wyspy Mahé jego stolicą jest Port Glaud.